# Erik Mobärg
Erik Mobärg, född den 22 juni 1997 i Undersåker är en svensk freestyleskidåkare som tävlar i disciplinen skicross.

## Karriär
I VM 2021 som avgjordes i Idre tog Mobärg en bronsmedalj. Under Vinter-OS 2022 i Beijing, tog han sig till final där han slutade på en fjärdeplats. I VM 2023 som avgjordes i Bakuriani, Georgien tog Mobärg en bronsmedalj.
Erik Mobärg tog sin första världscupseger den 2 februari 2024. Den andra segern tog han den 24 februari 2024.
Hans yngre bror David Mobärg åker också skicross.